# هیثورپ
هیثورپ (به انگلیسی: Heythrop) یک روستا و محله مدنی در بریتانیا است که در آکسفوردشر غربی واقع شده‌است. هیثورپ ۹۳ نفر جمعیت دارد.